# Explorers de Kansas City

Caroline Wozniacki en 2006.

Les Explorers de Kansas City (en anglais : Kansas City Explorers) sont une équipe du World Team Tennis basée à Kansas City. Fondée en 1993, elle a disparu le 13 janvier 2016.

## Effectif 2006
- Kirkland Gates, entraîneur
- Bob Bryan
- Corina Morariu
- Mike Bryan
- David Macpherson
- Brian MacPhie
- Caroline Wozniacki